# Carena de Passacabres
La Carena de Passacabres és una serra situada al municipi de Navès (Solsonès), amb una elevació màxima de 956,7 metres.